# Медводе
Медводе (словен. Medvode) — місто в общині Медводе, Осреднєсловенський регіон, Словенія. 

## Географія
Місце розташоване при злитті річок Сора та Сава, на висоті 313 м над рівнем моря.